# Сборник гербовых экслибрисов
«Сборник гербовых экслибрисов членов Российского дворянского собрания, издаваемый Гербовым отделением департамента герольдии с 1993 года» (СГЭ) — гербовник департамента герольдии Российского дворянского собрания (РДС), издававшийся в 1993—1995 годах.
Дворянским собранием позиционировался как продолжение (по определению РДС — аналогом) Нового общего гербовника.
В СГЭ вносились гербы (экслибрисы), утверждённые за членами РДС коллегией департамента герольдии РДС. Предполагалось, что «юридический статус герба из гербового экслибриса находится между статусом Высочайше утверждённых гербов и статусом неутверждённых гербов». В СГЭ вносились гербы (с добавлением указания экслибриса и имени гербовладельца) как потомственных дворян, так и потомков потомственных дворян по женской линии, потомков личных дворян и одного личного ассоциированного члена РДС. Издание СГЭ осуществлялось в 1993—1995 годах в газетном варианте в виде специальных вкладок в «Геральдических ведомостях» — официальном органе департамента герольдии РДС. Всего вышло пять выпусков первой части СГЭ, включавшие 38 гербов (в контурном изображении с описанием), утверждённых с 9 ноября 1993 года по 4 мая 1995 года.
Издание СГЭ было прекращено после отставки 21 июля 1995 года идейного вдохновителя СГЭ В. Ю. фон Рикмана c поста заведующего гербовым отделением департамента герольдии РДС.

## Список внесенных в СГЭ
- Лидия Георгиевна Аксёнова, СГЭ, 33
- Владимир Алексеевич Афанасьев, СГЭ, 34
- Владимир Павлович Багаев, СГЭ, 18
- Михаил Юрьевич Беляков, СГЭ, 17
- Александр Борисович Березин, СГЭ, 7
- Георгий Вячеславович Быховец, СГЭ, 24
- Георгий Владимирович Вицинский, СГЭ, 25
- Анатолий Алексеевич Гарнич-Гарницкий, СГЭ, 10
- Георгий Павлович Голик, СГЭ, 35
- графиня Элен Двинская, СГЭ, 29
- Николай Константинович Инфелицын, СГЭ, 37
- Алексей Георгиевич Карцов, СГЭ, 19
- Александр Георгиевич Кичеев, СГЭ, 20
- Евгений Павлович Леман, СГЭ, 11
- Игорь Павлович Леман, СГЭ, 12
- Евгений-Герман Анатольевич Логиновский, СГЭ, 8
- Вадим Олегович Лопухин, СГЭ, 13
- Александр Николаевич Лушин, СГЭ, 16
- Кирилл Владимирович Мартино, СГЭ, 27
- Георгий Алексеевич Овчинников, СГЭ, 6
- Вениамин Васильевич Павлов, СГЭ, 4
- Всеволод Борисович Парков, СГЭ, 9
- Александр Александрович Покорский, СГЭ, 21
- Владимир Романович Положенцев, СГЭ, 30
- Александр Никитич Севастьянов, СГЭ, 23
- Сергей Витальевич Семёнов, СГЭ, 36
- Игорь Станиславович Сметанников, СГЭ, 14
- Александр Алексеевич Суханов, СГЭ, 22
- Юрий Алексеевич Трамбицкий, СГЭ, 31
- Сергей Ильич Четверухин, СГЭ, 26
- Геннадий Иванович Чиж, СГЭ, 28
- Кирилл Игоревич Шалахин, СГЭ, 1
- Павел Львович Шебалин, СГЭ, 32
- Николай Павлович Шестопалов, СГЭ, 2
- Игорь Александрович Шидловский, СГЭ, 38
- Виктор Ювеналиевич Щебланов, СГЭ, 5
- Александр Олегович Яблоков, СГЭ, 3
- Станислав Марьянович Янковский, СГЭ, 15